# Ada Negri
Ada Negri (ur. 3 lutego 1870 w Lodi, zm. 11 stycznia 1945 w Mediolanie) – włoska pisarka i poetka. Jej najbardziej znane zbiory to: Pieśni niedoli i Burze.
Na jej cześć polska aktorka Apolonia Chalupec przyjęła swój pseudonim artystyczny Pola Negri.
Wiersze Ady Negri były tłumaczone przez Marię Konopnicką i Różę Centnerszwerową.